# Гуго Мюнстерберг
Гуго Мюнстерберг (нім. Hugo Münsterberg; 1 червня 1863, Данциг, Пруссія — 16 грудня 1916, Кембридж, Массачусетс, США) — філософ і психолог німецького походження. Був першопроходцем використання ідей прикладної психології в освіті, медицині та бізнесі. Один з основоположників прикладної психології, названої ним психотехнікою, а також автор перших робіт з визначення професійної придатності.

## Біографія
Батько Гуго Мюнстерберга, Моріц, був купцем (займався продажем деревини). Мати, Ганна, була художницею і продовжувала працювати навіть після народження чотирьох синів. Любов до книг та музики прищеплювалася хлопчикам з дитинства. Любов мистецтва наклала свій відбиток на наукові праці Гуго. Молодий чоловік грав на віолончелі, а також писав вірші. Мюнстерберг провів кілька років у приватній гімназії, а потім у віці дев'яти років він вступив до гімназії Данциг. Після смерті матері дванадцятирічний Гуго став серйозним і задумливим хлопцем. Він займався інтелектуальною діяльністю навіть поза класною кімнатою. Наприклад, займався створенням словника іноземних слів, які у Німеччині. Гуго Мюнстерберг також вивчав арабську мову та санскрит, пробував свої сили в археології. У 1882 році склав випускні іспити і вступив до Женевського університету, де вивчав французьку мову та літературу. Але він був там лише протягом одного семестру. Наступного семестру у віці 19 років Мюнстерберг виїхав до Лейпцигу, де збирався вивчати медицину, але, побувавши на кількох лекціях Вундта, він змінив свої плани. Медичних інтересів він не залишив і продовжив підготовку у цій галузі. Вже 1887 року у Гейдельберзькому університеті отримав ступінь доктора медицини. Але цьому передувало отримання докторського ступеня психології 1885 року. Дисертацію Мюнстерберг підготував під керівництвом Вундта, який навчався протягом трьох років. З 1887 по 1892 Мюнстерберг — професор Фрейбурзького університету, де на власні кошти організував експериментально-психологічну лабораторію. На запрошення Вільяма Джеймса переїхав до США у 1892 році, де став професором та директором психологічної лабораторії Гарвардського університету. Згодом був обраний президентом APA (Американська Психологічна Асоціація — 1898) і американської філософської асоціації (1908). Також Гуго Мюнстерберг був почесним доктором низки університетів Європи та Америки, віцепрезидентом Вашингтонської академії наук, редактором журналу Harvard Psychological Studies. Весь американський період роботи Мюнстерберга пов'язані з Гарвардським університетом, керівництва якого він спочатку виступав предметом гордості, поступово змінюваної роздратуванням і невдоволенням. Але так чи інакше Гуго Мюнстерберг до кінця життя залишався гарвардським професором і помер буквально на кафедрі — під час читання лекції.

## Освіта
У 1883 році вступив до університету Лейпцигу. Там займався вивченням психології під керівництвом Вільгельма Вундта. Здобув ступінь доктора філософії у 1885 році. У 1887 отримав вчений ступінь з медицини в університеті Гейдельберга. Того ж року пройшов іспит на приват-доцента у Фрайбурзькому університеті. 1891 року Мюнстерберг відвідав перший міжнародний конгрес з психології, де зустрів Вільяма Джемса. У 1892 році Джемс запросив викладати його до Гарвардського університету. У 1895 Мюнстерберг повертається з Америки до Фрайбурга, але знову їде в Гарвард в 1897. У 1898 був обраний президентом американської психологічної асоціації.